# Frullania glomerata
Frullania glomerata là một loài rêu tản trong họ Jubulaceae. Loài này được (Lehm. & Lindenb.) Nees & Mont. miêu tả khoa học lần đầu tiên năm 1838.